# FIP Tag Team Championship
Il FIP Tag Team Championship è l'alloro di coppia della Full Impact Pro.

## Albo d'oro
| Wrestlers                                        | Regni insieme | Data             | Luogo         | Note |
| ------------------------------------------------ | ------------- | ---------------- | ------------- | --- |
| Eddie Vegas & Jimmy Rave                         | 1             | 22 aprile 2005   | Brandon       | Rave e Vegas sconfissero Roderick Strong & Jerrelle Clark e CM Punk & Don Juan in un Triple Treath Tag Team Elimination Match per diventare primi campioni |
| Sal Rinauro & Brian Kendrick                     | 1             | 6 agosto 2005    | Bushnell      | |
| The Heartbreak Express Phil & Sean Devis         | 1             | 2 settembre 2005 | Arcadia       | |
| The Black Market Joey Machete & Shawn Murphy     | 1             | 27 maggio 2006   | Crystal River | |
| The Heartbreak Express                           | 2             | 9 settembre 2006 | Arcadia       | |
| The Briscoe Brothers Jay Briscoe & Mark Briscoe  | 1             | 14 novembre 2006 | Brandon       | |
| Jason Blade & Kenny King                         | 1             | 9 novembre 2007  | Crystal River | |
| Erick Stevens & Roderick Strong                  | 1             | 20 dicembre 2008 | Crystal River | |
| The British Lions Chris Gray & Tommy Taylor      | 1             | 3 ottobre 2009   | Crystal River | |
| The Dark City Fight Club Jon Davis & Kory Chavis | 1             | 31 luglio 2010   | Crystal River | |
| The Scene Caleb Konley & Scott Reed              | 1             | 28 ottobre 2011  | Brooksville   | |
| Dos Ben Dejos Eddie Rios & Jay Cruz              | 1             | 1º febbraio 2013 | Ybor City     | |
| Bravados Brothers Harlem & Lancelot              | 1             | 5 luglio 2013    | Ybor City     | Sconfiggendo i Don Ben Dejos e Sugar Dunkerton & Aaron Epic.                                                                                               |